# Tarján-patak
A Tarján-patak egy magyarországi patak, amely Salgótarjánon átfolyva Kisterenyénél torkollik a Zagyvába.

## Útvonala

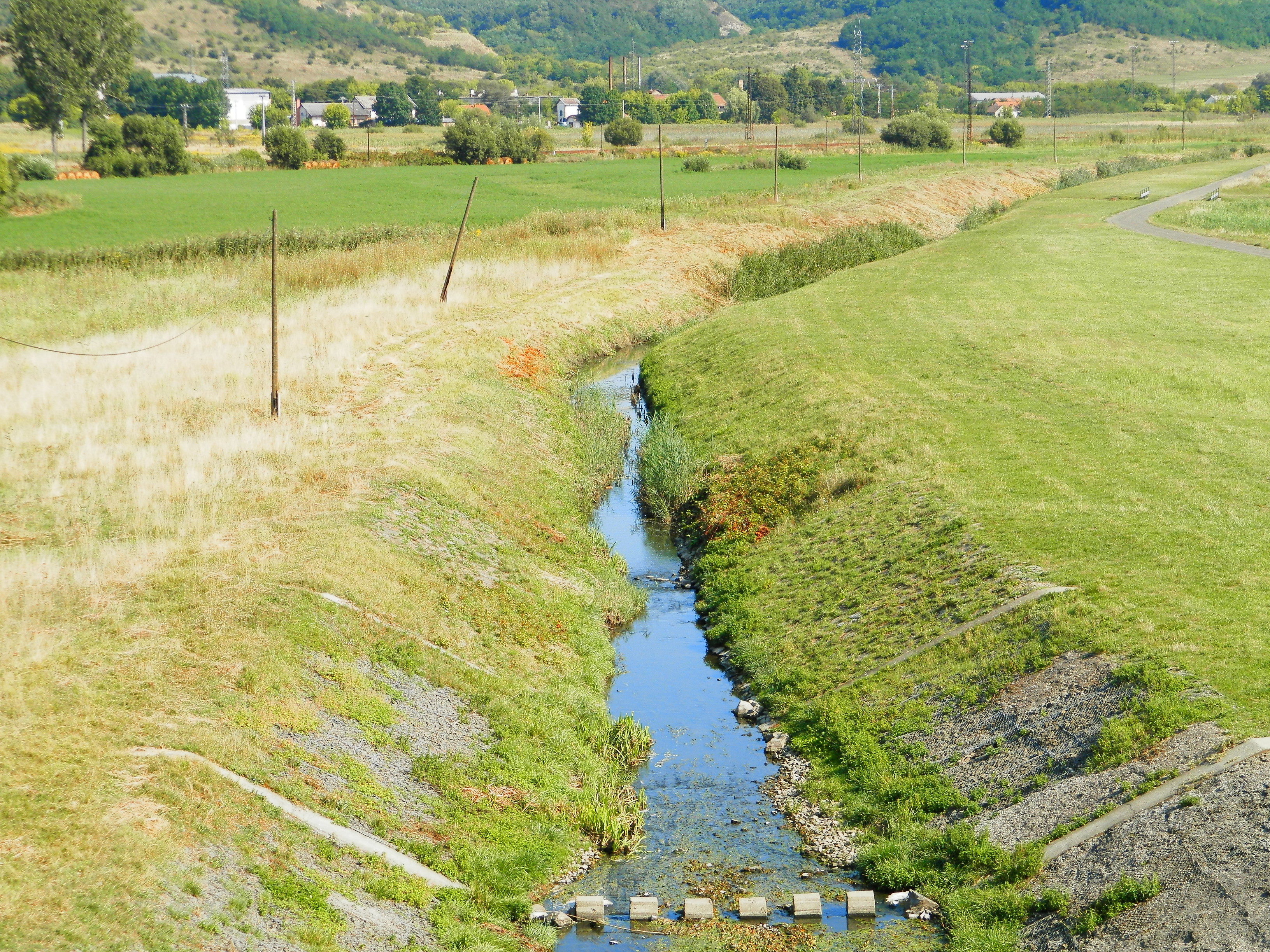
A Tarján-patak kisterenyei tározó utáni szakasza

Salgótarjánban a Karancs keleti oldaláról ered. Forráshelyének közelében áthalad a Tóstrand nevű mesterséges tavon.
- Helye: a vízfolyás 16+500 km. szelvénye
- Felülete: 2,2 ha.
- Víztömege: 35 000 m³.
- Hasznosítása: jóléti rekreációs.

A városon belüli útvonalát javarészt mesterséges mederben teszi meg, több szakaszát lefedték.
A kisterenyei víztározót a nyolcvanas években építették. 2015 őszétől kezdve fokozatosan leengedték vizét, mert meghibásodott a vízleeresztő műtárgy. A tározóban élő halállománynak csak egy kisebb részét sikerült kimenteni a tározóból, azonban jelentős mennyiségük elpusztult.
- Helye: a vízfolyás 3+300  km szelvénye.
- Felülete: 17,0 ha.
- Víztömege: 350 000 m³.
- Hasznosítása: Árvízcsúcs csökkentése, szennyvíz ülepítése.

## Mellékvizei
- Salgó-patak